# Speed dating
Speed dating (англ. швидке побачення) бліц-знайомства, експрес-знайомства — служба знайомств, що побудована на основі швидких побачень.
Вперше вечірка в форматі speed-dating відбулася в 1998 році за ідеєю рабина Якова Дево з Лос-Анджелесу в кафе «Pete's Cafe», яке розташоване в районі мільйонерів Беверлі-Гіллз. Людям надається можливість познайомитися з особами протилежної статі, відвідуючи 12 побачень протягом однієї години (5 хвилин кожне).
На вечірках знайомств Спіддейтинг є можливість познайомитись з десятьма людьми протилежної статі.
|  | 10 чоловіків і 10 жінок збираються у затишному кафе, щоб поспілкуватися і знайти другу половинку. Леді сидять за столиками, а джентльмени через кожні 7 хвилин пересідають до нової співрозмовниці. Всі учасники відмічають свої симпатії у анкетах. Якщо симпатії збігаються, учасники отримують контакти один одного. |

Перші бліц-знайомства в Україні були організовані у Києві 15 жовтня 2011 року в кафе «Sepia Pub». У наш час цей вид знайомств набуває все більшого розмаху, на що вказує зростаюча кількість організаторів.

## У популярній культурі

### Телешоу
- Схема використовується в різноманітних телевізійних ігрових шоу побачень.

### Телесеріали
- «Фрейзер», епізод 2000 року — головний герой відвідує швидкі побачення, описуючи це як «стрес і приниження побачення всліпу — дванадцять разів поспіль»
- «Піп Шоу», епізод 2008 року — Марк йде на швидкі побачення, але йому не пощастило
- «Секс і місто», епізод 2000 року — Міранда на спіддейтингу видає себе за стюардесу, адже на першому «побаченні» кавалер злякався, що вона успішна адвокатка
- «Провіденс», епізод 2001 року — Сід відвідує захід зі «швидкими побаченнями»
- «Монк», епізод 2003 року — Едріан Монк намагається поговорити з підозрюваними під час швидкого побачення"
- «Мертві, як я», епізод 2004 року — Дейзі йде на «швидкі побачення», щоб забрати душу одного із учасників
- «Дівчата Гілмор», епізод 2004 року — подруга Рорі Періс намагається зустріти іншого чоловіка після смерті свого хлопця
- «Закон і порядок: Спеціальний корпус», епізод 2005 року — детектив Бенсон під прикриттям відвідує захід «швидких побачень», який пов'язують із зґвалтуваннями
- «Секс в іншому місті», епізод 2006 року — Еліс П'єзекі і Кіт Портер відвідують «швидкі знайомства»
- «Ясновидець», епізод 2007 року — Шон і Гас відвідують місцевий бар, де проводяться «швидкі знайомства», адже пов'язують із організаторами чи відвідувачами заходу ймовірні «викрадення людей інопланетянами»
- «Ай-Карлі», епізод «iSpeed Date» 2009 року — Карлі, Сем і Фредді проводять конкурс «швидких побачень» серед хлопців, які хочуть стали супутником Карлі на вечорі танців
- «Приватне життя», епізод 2010 року телесеріалу «Доктор Хаус»

### Фільми
- «День святого Валентина» (2001)
- «Будьмо друзями» (2005)
- «Метод Гітча» (2005)
- «Сорокалітній незайманий» (2005)
- «Швидкі побачення» (2010)